# Чинуки

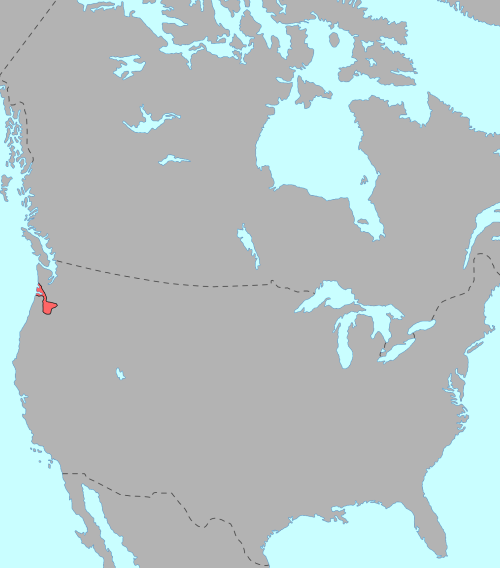
Територія чинуків до приходу європейців.

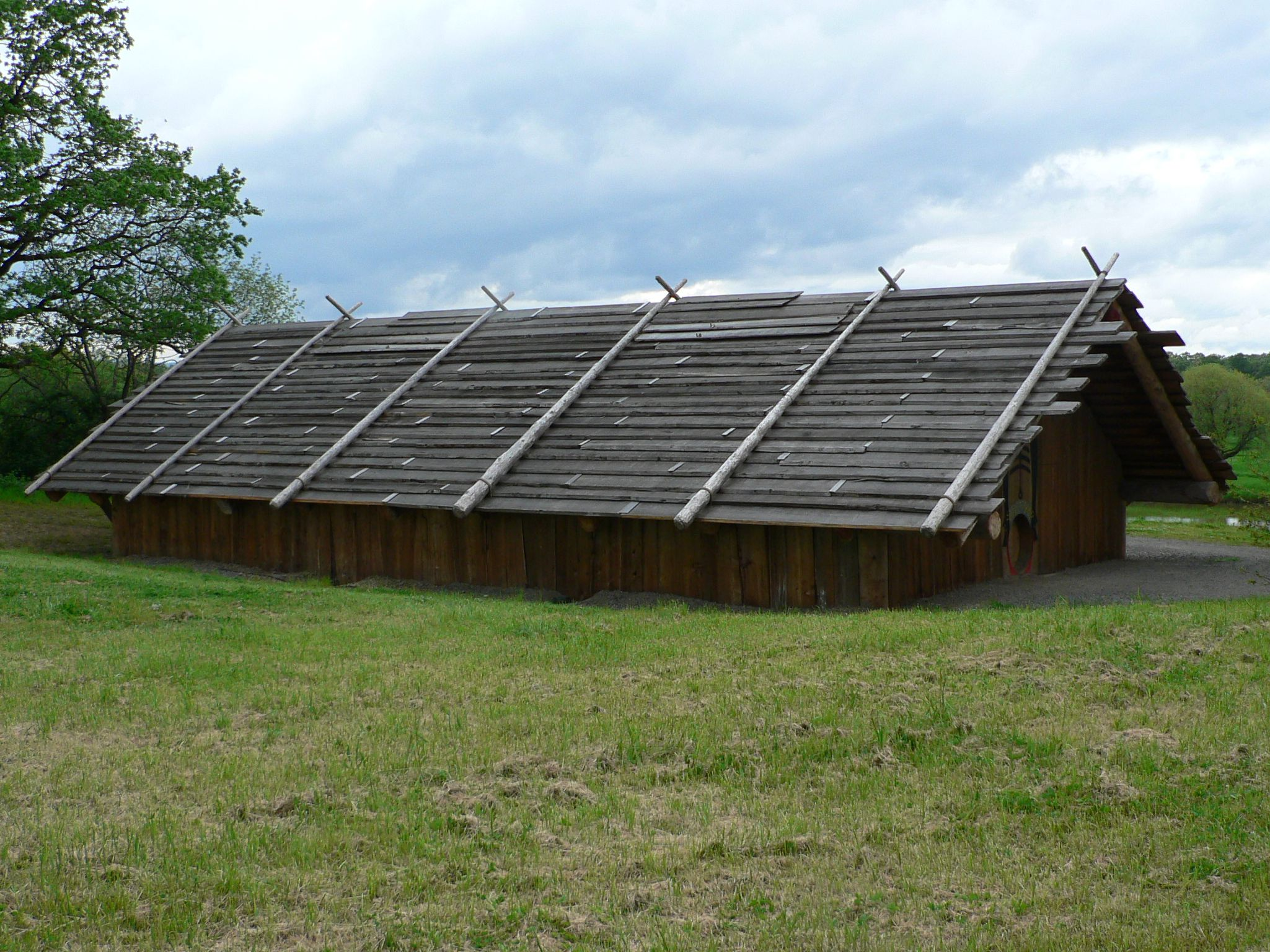
Повномасштабна копія 2005 р чинукського будинку з кедрових балок.

Чинуки (шинук) (англ. Chinookan peoples) — група індіанських народів на північному заході США.

## Мови і розселення
Чинуки жили в пониззі річки Колумбія.
Чинук говорили на шинукських (чинукських) мовах: катламет, нижньочинукській (власне чинук) і верхньочинукській (малтнома, кікшт та ін.). Зараз вони практично повністю втрачені і чинуки перейшли на англійську. Лише на верхньочинукському діалекті васко-вішрам говорить 4 людини.
Племена: нижні — чинук, клатсоп, верхні — катламет, вакайкам, катлапатл, малтнома, клакамас.
До контакту з європейцями чинуки підтримували торговельні відносини з кламатами.
У XVIII столітті більшість чинуків вимерло через хвороби. Решта були асимільовані європейцями або іншими індіанцями, наприклад, салішами. Зараз представників власне чинуків налічується 900 чол. Живуть дисперсно.

## Господарська діяльність
Частина племен належить до індіанців північно-зах. узбережжя Північної Америки, частина — до індіанців Плато.
Основні заняття — риболовля, полювання, збиральництво (ягоди, підводні бульби валато, цибулини камас, папороть-орляк, різні коріння, які готують в земляній печі). Розвинуті ремесла: виготовлення різьбленого дерев'яного начиння, плетіння кошиків, торгівля. Еквівалентом є раковини-денталіум або бісер. З транспорту найтиповіший — довбання каное, чинукського типу, — з високим носом і форштевнем-хвилерізом.
Житло — прямокутний будинок з кедрових дощок (зимове постійне). Влітку також будуються тимчасові — каркасні, криті трав'яними циновками. У вішрам також зустрічаються напівземлянки.

## Соціальна організація
Поселення очолює наслідний вождь. Суспільство складається з великосімейних домогосподарств. Існує інститут потлача. Стани: знать (ілканахімет), прості громадяни і раби.
Шлюб — вірілокальний. Подружжя можуть володіти майном окремо.

## Культ
Чинуки шанують духів предків, розвинений шаманізм. У нижніх чинуків існують таємні ритуальні суспільства.